# Неравновесные носители заряда
Неравнове́сные носи́тели заря́да — электроны или дырки в полупроводнике, не находящиеся в термодинамическом равновесии по концентрации и (или) по энергетическому распределению. 
Математически это означает, что концентрация свободных электронов {\displaystyle n} или свободных дырок {\displaystyle p} (см-3) либо плотность их распределения {\displaystyle f(\varepsilon )=n^{-1}\cdot dn/d\varepsilon } или {\displaystyle f(\varepsilon )=p^{-1}\cdot dp/d\varepsilon } (эВ-1) отличаются от тех, которые бы соответствовали окружающей температуре и легированию материала в данном месте: 
{\displaystyle n|p\neq c_{0}\quad {\rm {or}}\quad f(\varepsilon )\neq f_{0}(\varepsilon )}.
Равновесная плотность распределения задаётся формулой {\displaystyle f_{0}(\varepsilon )=c_{0}^{-1}\cdot \rho (\varepsilon )F(\varepsilon ,E_{F},T_{L})} для носителей обоих типов, где {\displaystyle \varepsilon } — энергия носителя, {\displaystyle \rho (\varepsilon )} — плотность состояний, {\displaystyle F} — функция Ферми — Дирака, {\displaystyle E_{F}} — равновесное положение уровня Ферми при данных легировании и температуре решётки {\displaystyle T_{L}}, {\displaystyle c_{0}} (= {\displaystyle n_{0}} для электронов или {\displaystyle p_{0}} для дырок) — равновесная концентрация носителей.
Неравновесные носители могут появиться при их введении (инжекции) из другой, соседней (реже через узкий барьер), области структуры (допустим, в p-n-переходе при его прямом смещении), а также вследствие избыточного переброса носителей между валентной зоной и зоной проводимости полупроводника при освещении светом с энергией квантов превышающей ширину запрещённой зоны. Возможен и противоположный эффект уменьшения концентрации носителей при их экстракции (допустим, в p-n-переходе при его обратном смещении).
В некоторых случаях неравновесные электроны (дырки) оказываются по энергии значительно выше (ниже) дна зоны проводимости (потолка валентной зоны). Тогда носители называются горячими. Наличие неравновесных и, как частный случай, горячих носителей имеет большое значение для функционирования полупроводниковых приборов, таких как диоды и транзисторы.
Для описания распределения неравновесных, но не горячих носителей по энергии, вместо уровня Ферми {\displaystyle E_{F}}, вводятся зависящие от координат квазиуровни Ферми {\displaystyle E_{Fn}}, {\displaystyle E_{Fp}}, различные для популяций электронов и дырок. 